# 香港理工大学（佛山）
香港理工大学（佛山）是香港理工大学和佛山市人民政府合作筹办的一所内地与香港合作办学机构，拟建於中國佛山三龍灣高端創新集聚區（中德工业服务区）。现时该校筹备工作因疫情和领导班子更换等因素暂时搁置。

## 歷史
2019年，理大与佛山市政府签署合作办学框架协议。2020年1月，双方召开了香港理工大学（佛山）建设办公室第一次理事会会议；同年3月，香港理工大学（佛山）项目被列入广东省2020年重点建设前期预备项目计划，估算投资307亿人民币，校园建筑面积约200万平方米。
2021年2月，理大校长滕锦光接受传媒访问时表示，理大佛山筹办事宜因疫情延误，理事会已有一年未能开会，并透露双方在招生规模上未达成共识。《星岛日报》报道称，校园用地存在非大学用途的建筑，规划问题多年悬而未决。佛山市教育局在2022年5月和11月回复网友留言时称，双方在校园选址、办学规模等办学核心问题上未达成一致意见，加上疫情使得双方沟通存在障碍，导致项目无实质性进展，现阶段亦无建设计划。

## 外部連結
- 香港理工大学 （页面存档备份，存于）